# Grammica umbrosa
Grammica umbrosa là một loài thực vật có hoa trong họ Bìm bìm. Loài này được (Beyr. ex Hook.) W.A. Weber mô tả khoa học đầu tiên năm 1973.